# Stevensweert

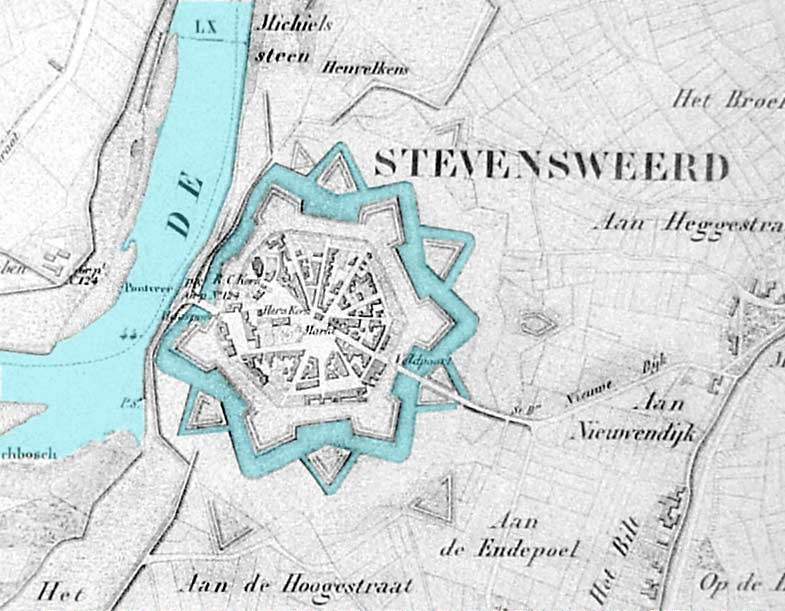
Stevensweert in un'antica mappa

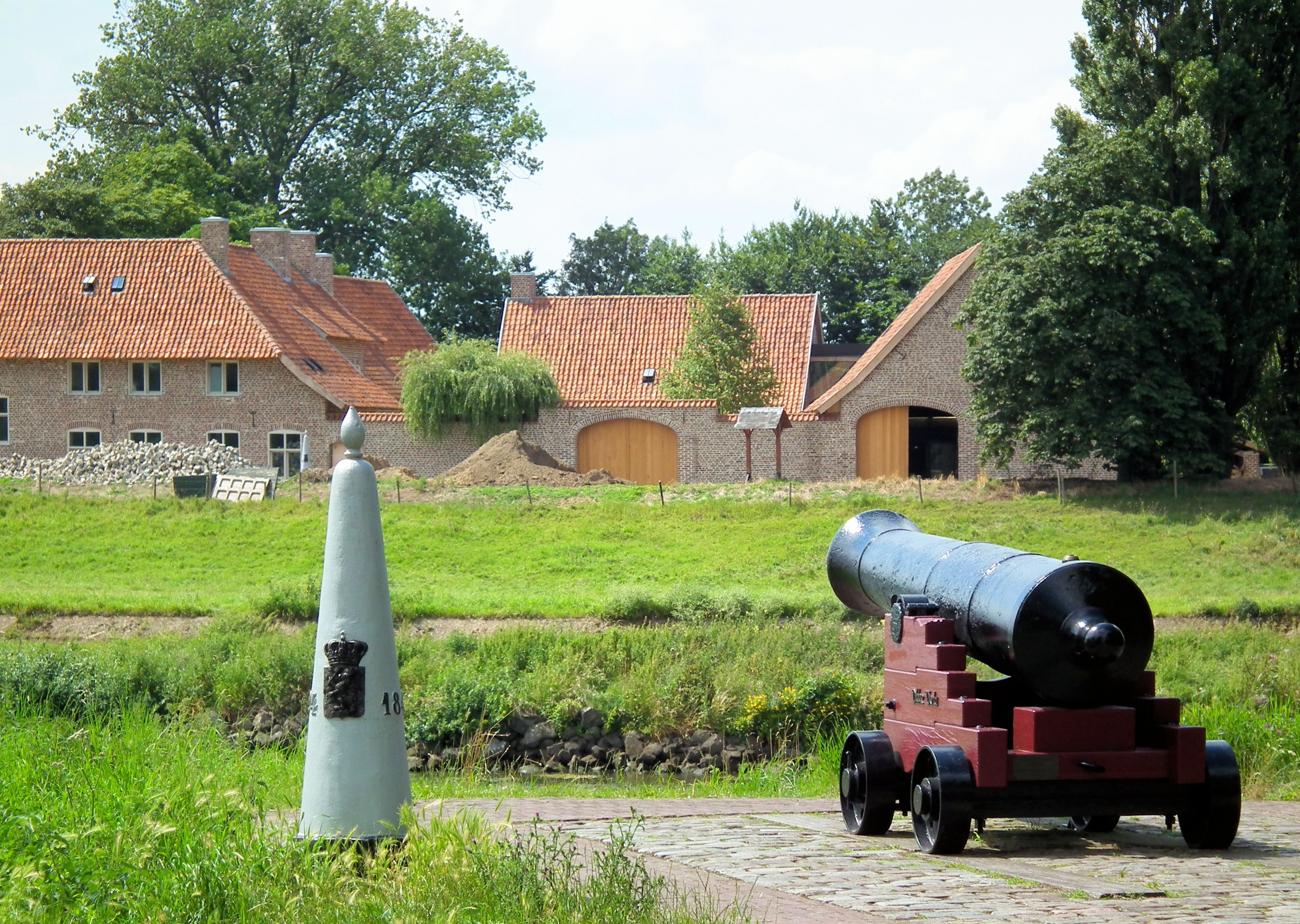
Il confine tra Paesi Bassi e Belgio a Stevensweert

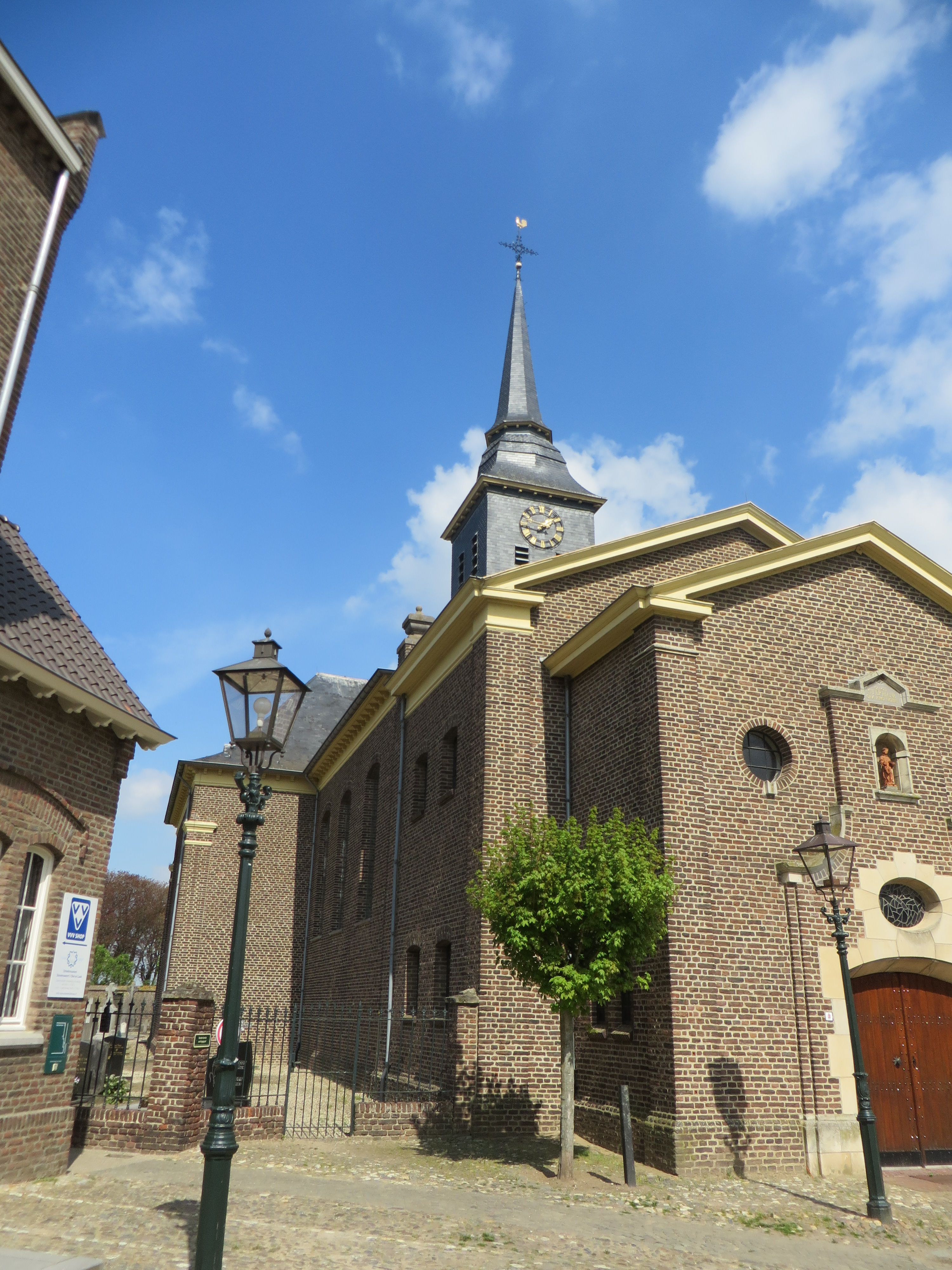
Stevensweert: la chiesa di Santo Stefano

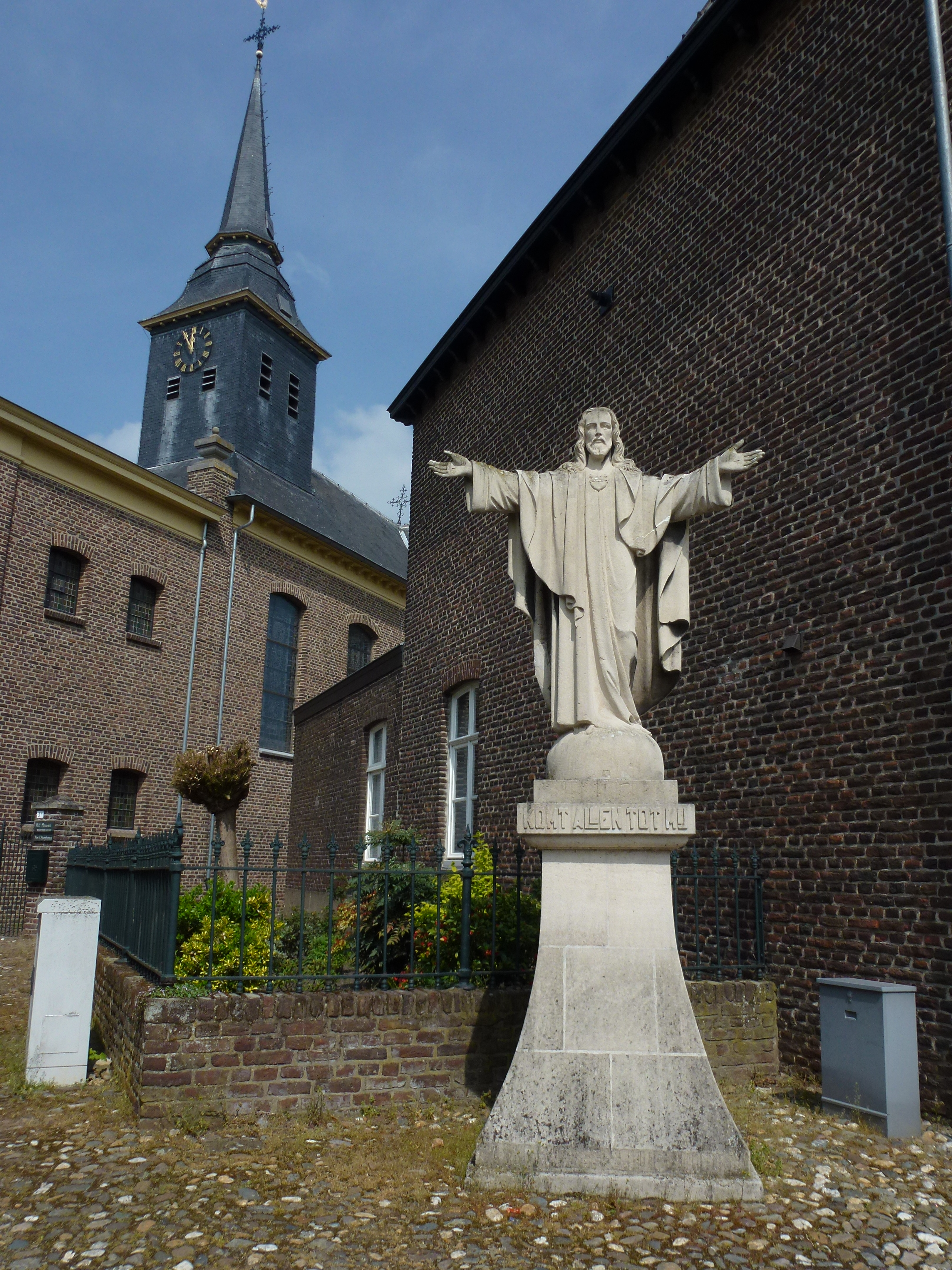
Stevensweert: scultura di Cristo a fianco della chiesa di Santo Stefano

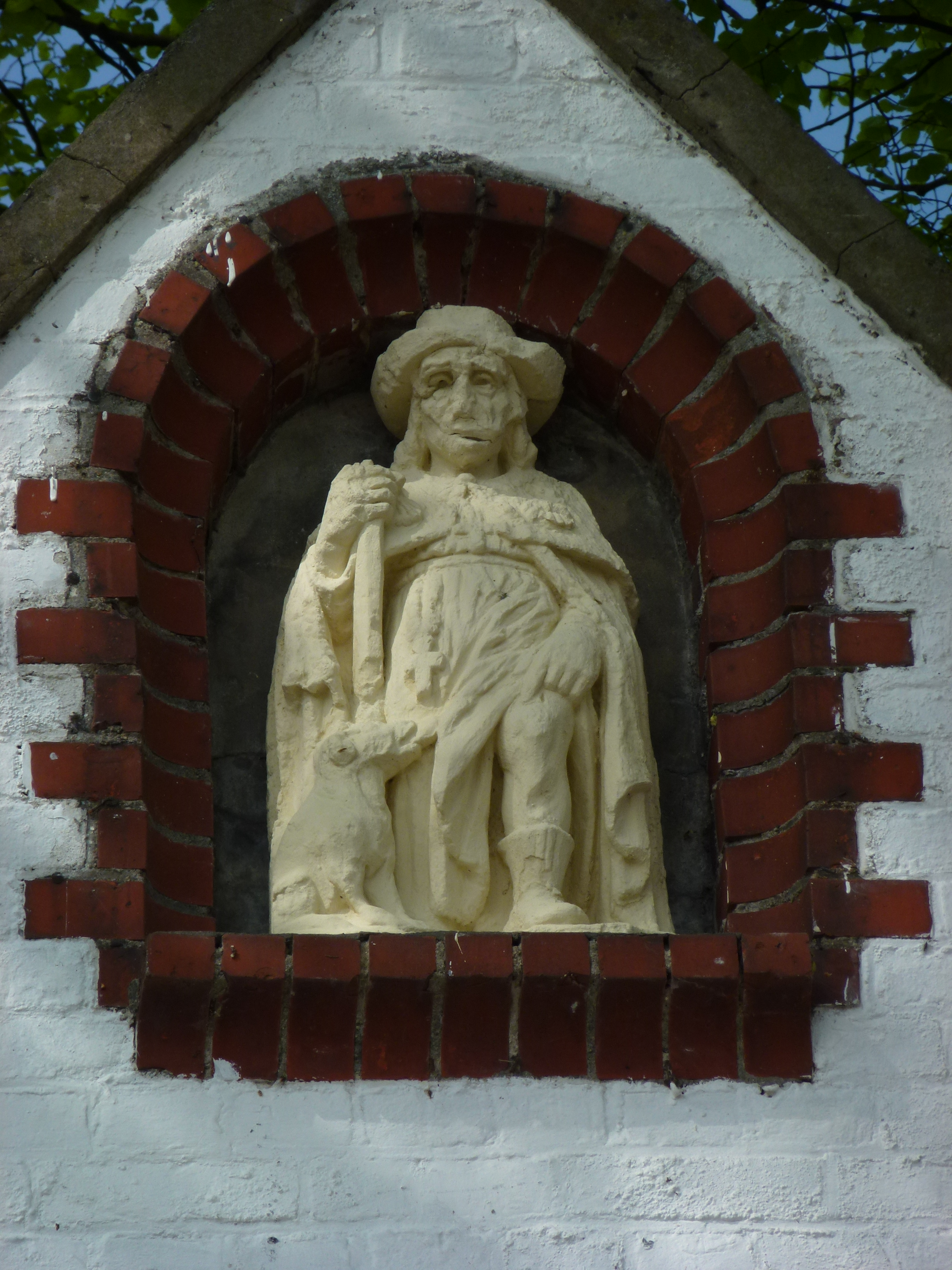
Stevensweert: particolare della cappella di San Rocco

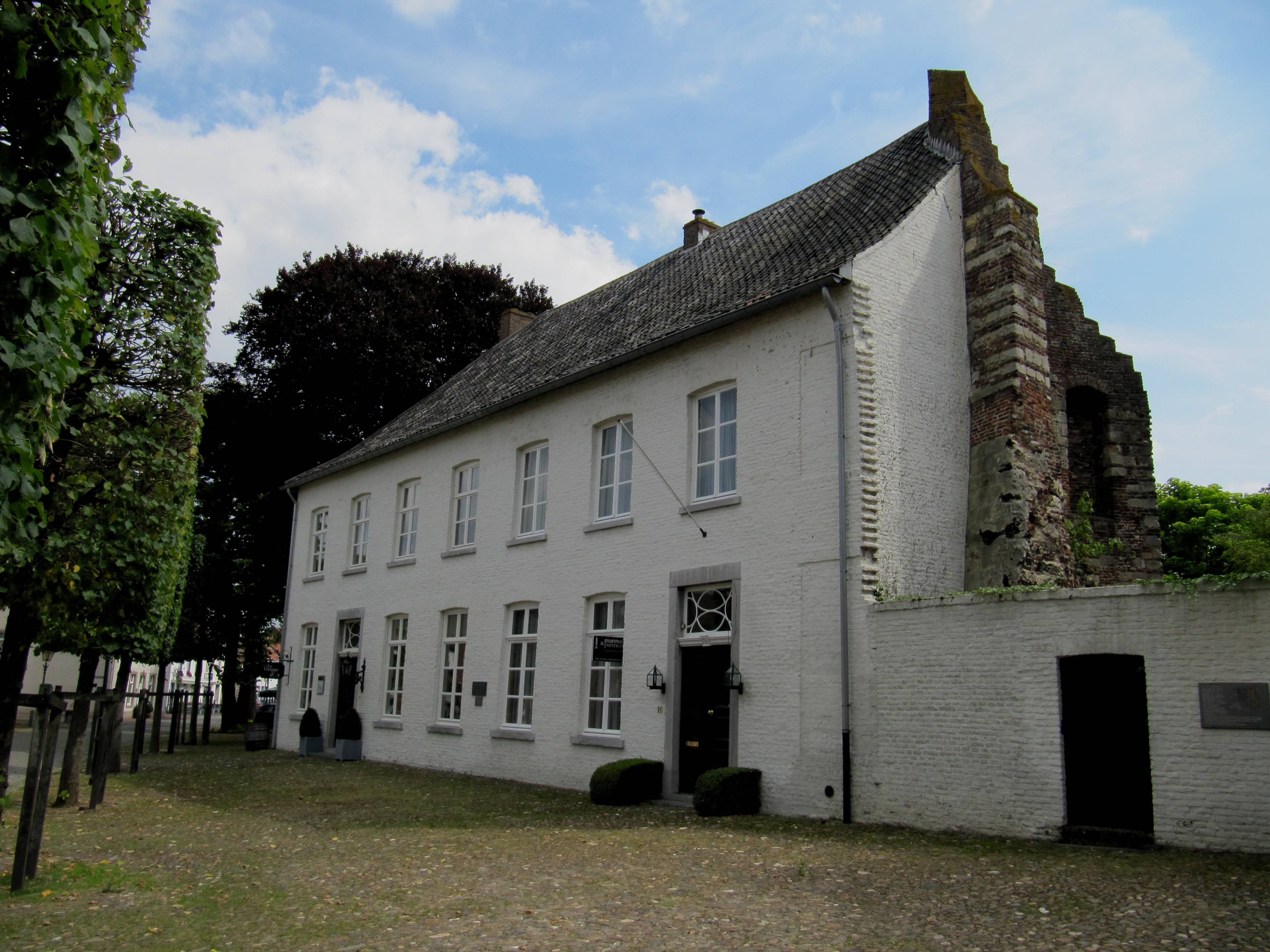
Stevensweert: la Gouvernementshuis con i resti del castello di Stevensweert

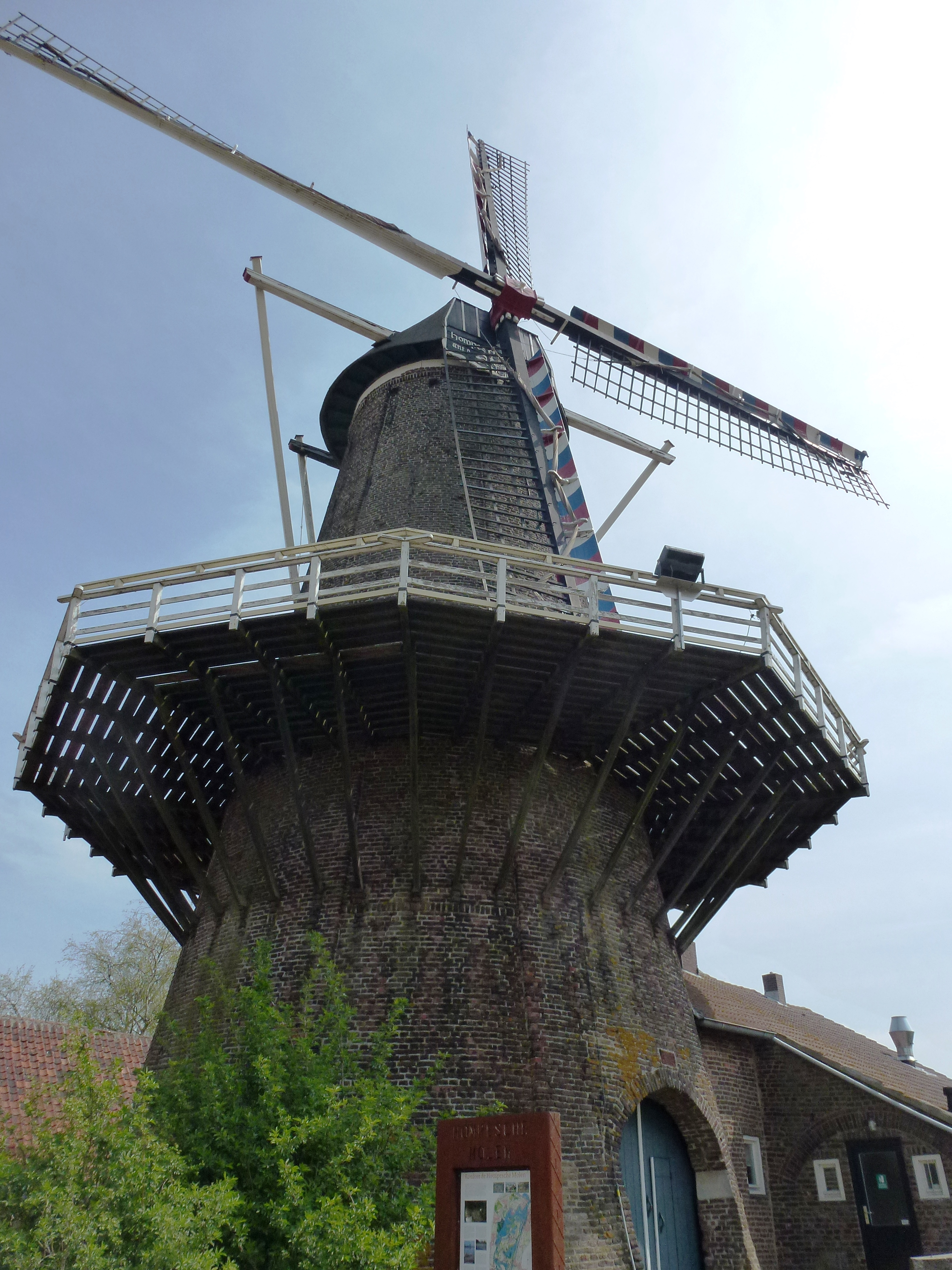
Stevensweert: lo Hompesche Molen

Stevensweert è un villaggio (dorp) di circa 1600-1700 abitanti del sud-est dei Paesi Bassi, facente parte della provincia del Limburgo e situato lungo il corso del fiume Mosa, nella regione di Midden-Limburg, al confine con Belgio e Germania. Dal punto di vista amministrativo, si tratta di un ex-comune, dal 1991 accorpato alla municipalità di Maasbracht, municipalità a sua volta inglobata nel 2007 nella nuova municipalità di Maasgouw.

## Geografia fisica
Il villaggio di Stevensweert è situato lungo il confine con il Belgio (che si estende lungoil tratto settentrionale e nord-orientale del villaggio) e si trova a sud-est di Weert, tra la città olandese di Roermond e la città belga di Genk e a pochi chilometri a nord di Sittard.
Assieme al vicino villaggio di Ohé en Laak forma una sorta di isolotto sulla Mosa.

## Origini del nome
Nel toponimo Stevensweert si ritrova il nome del santo patrono della località, Santo Stefano, e il termine antico olandese werde, con cui si indica un terreno circondato da acqua.
Il toponimo è attestato anticamente come in Werde (1221), de Werdene (1223), de Weerde (1246), Wert Sti. Stephani (1441), Weerde Sti. Stephani (1485), St. Steuens werdt (1550 ca.),  't Fort St. Stevenswaert (1647), Stephanowerta (1633), St. Stevens Waert (1649) e Stevensweerd (1840).

## Storia

### Dalle origini ai giorni nostri
Fino al 1415, la signoria di Stevensweert rimase sotto il dominio della famiglia Van Pietersem.
In seguito, la signoria di Stevensweert fu controllata dalla famiglia Van den Bergh, che fece realizzare una fortezza in loco attorno al torrione eretto dai Van Pietersem.
Nel 1633, durante la guerra degli ottant'anni, Stevensweert venne trasformata dagli Spagnoli in una città fortificata, con l'aggiunta di sette bastioni e cinque rivellini. La fortezza rimane sotto il controllo degli Spagnoli fino al 1648, anno di conclusione della guerra.
La fortezza fu quindi assediata dagli Spagnoli nel 1702, nel corso della battaglia di Stevensweert, combattuta in seno alla guerra di successione spagnola.

### Simboli
Lo stemma di Stevensweertref è suddiviso in due sezioni: nella parte in alto comparelo stemma della famiglia Van Pietersem, signori di Stevensweert, in cui è raffigurato un leone, mentre nella parte in basso sono raffigurate quattro spighe di grano su sfondo blu.<name=hw/>

## Monumenti e luoghi d'interesse
Stevensweert vanta 22 edifici classificati come rijksmonument e 19 edifici classificati come gemeentelijk monument..

### Architetture religiose

#### Chiesa di Santo Stefano
Principale edificio religioso di Stevensweert è la chiesa di Santo Stefano (Sint Stephanuskerk): situata nella Jan van Steffeswertplein, fu eretta nel 1781 su progetto dell'architetto Petrus Rutten e ampliata da J. Cuypers jr.

#### Cappella di San Rocco
Nella buurtschap di Eiland si trova poi una cappella eretta nel 1920 e  dedicata a San Rocco, protettore contro le malattie infettive.

### Architetture civili

#### Gouvernementshuis
Nella Jan van Steffeswertplein si trova poi la Gouvernementehuis, un edificio del XVII secolo utilizzato come canonica, che ingloba anche le rovine della torre del castello di Stevensweert.

#### Hompersche Molen
Altro edificio d'interesse di Stevensweert è lo Hompersche Molen, un mulino a vento risalente al 1711.

## Società

### Evoluzione demografica
Al censimento del 2020, Stevensweert contava una popolazione pari a 1 650 abitanti.
La popolazione al di sotto dei 16 anni era pari a 215 unità, mentre la popolazione dai 65 snni in su era pari a 410 unità.
La località ha conosciuto un decremento demografico a partire dal 2017, quando contava 1 685 abitanti.

## Cultura

### Musei
- Streekmuseum Stevensweert-Ohé en Laak[3][13]

## Geografia antropica

### Suddivisioni amministrative
Buurtschappen
- Bilt
- Brandt
- Eiland